# Boschmaella balani
Boschmaella balani är en kräftdjursart som först beskrevs av Bocquet-vedrine.  Boschmaella balani ingår i släktet Boschmaella och familjen Chthamalophilidae. Inga underarter finns listade i Catalogue of Life.